# أيتارو أوزاوا
أيتارو أوزاوا (باليابانية: 小沢栄太郎؛ بالكانا: おざわ えいたろう) هو درامي ‏ ورائد وممثل ياباني، ولد في 27 مارس 1909 في طوكيو في اليابان، وتوفي في 23 أبريل 1988 في زوشي في اليابان بسبب سرطان الرئة. من الجوائز التي نالها جائزة مهرجان ماينيتشي السينمائي سنة 1947 ووسام الشمس المشرقة.

## أعمال

### أفلام
- (1954) موساشي مياموتو

## جوائز
- جائزة مهرجان ماينيتشي السينمائي (1947)
- وسام الشمس المشرقة

## وصلات خارجية
- أيتارو أوزاوا على موقع IMDb (الإنجليزية)
- أيتارو أوزاوا على موقع ألو سيني (الفرنسية)
- أيتارو أوزاوا على موقع أول موفي (الإنجليزية)
- أيتارو أوزاوا على موقع قاعدة بيانات الأفلام السويدية (السويدية)
- أيتارو أوزاوا على موقع قاعدة بيانات الفيلم (الإنجليزية)
- أيتارو أوزاوا على موقع كينوبويسك (الروسية)